# Evan Williams
Evan Clark Williams (ur. 31 marca 1972 w Clark) – amerykański programista komputerowy i przedsiębiorca komputerowy.

## Życiorys
Urodził się w Clark, Nebraska, jako trzecie dziecko Monte Williams i Laurie Howe. Dorastał na farmie w Clarks, gdzie asystował przy nawadnianiu upraw w lecie. Uczęszczał do University of Nebraska-LIncoln przez półtora roku.
Po opuszczeniu szkoły Williams pracował przy przedsięwzięciach wykorzystujących informatykę, takich jak Blooger czy Google. W 2004 odszedł z Google i został współzałożycielem Odeo.
Jednym z projektów Williamsa był Twitter, darmowa sieć społecznościowa. W październiku 2008 Williams został CEO Twittera, zastępując Jacka Dorseya, który został prezesem.